# Miriam Rothschild
Miriam Louisa Rothschild (Ashton Wold, 5 de agosto de 1908 – 20 de enero de 2005) fue una científica británica y autora con contribuciones a la zoología, la entomología y la botánica.

## Infancia
Nació en Ashton Wold, cerca de Oundle en Northamptonshire, y fue la hija de Charles Rothschild de la familia Rothschild de banqueros judíos y de Rozsika Edle Rothschild (de soltera von Wertheimstein), una deportista húngara, de ascendencia judía austriaca. Su hermano era Victor Rothschild, tercer Barón Rothschild, y una de sus hermanas (Kathleen Annie) Pannonica Rothschild (baronesa Nica de Koenigswarter) que luego sería una entusiasta del bebop jazz y mecenas de Thelonious Monk y Charlie Parker. 
Su padre había descrito alrededor de 500 nuevas especies de pulgas, y su tío Lionel Walter Rothschild había construido un museo privado de historia natural en Tring. A la edad de cuatro años, había comenzado a coleccionar mariquitas y orugas y a llevarse una codorniz domesticada a la cama con ella. La Primera Guerra Mundial estalló la víspera del sexto cumpleaños de Miriam en 1914, mientras que los Rothschild estaban de vacaciones en Austria-Hungría. Se apresuraron a volver a casa en el primer tren hacia el oeste pero, incapaces de pagar, tuvieron que pedir dinero prestado a un pasajero húngaro que comentó: "Este es el momento más orgulloso de mi vida. ¡Nunca pensé que me pediría prestado dinero un Rothschild!" Su padre murió cuando ella tenía 15 años y se acercó más a su tío. Fue educada en casa hasta la edad de 17 años, cuando exigió ir a la escuela. Desde allí asistió a clases nocturnas de zoología en el Chelsea College of Science and Technology y durante el día a clases de literatura en Bedford College, en Londres.

## Décadas de 1930-1940
Durante la década de 1930, se hizo un nombre en la Estación Biológica Marina en Plymouth, estudiando el molusco Nucula y sus parásitos trematodos (Rothschild 1936, 1938a, 1938b). Debido a su riqueza heredada, nunca tuvo que solicitar ninguna subvención o financiamiento. Debido a esto y a su falta de educación formal—todos sus doctorados fueron honoríficos—siempre sería considerada una "aficionada". 
Antes de la Segunda Guerra Mundial, presionó al gobierno del Reino Unido para que admitiera a más judíos alemanes como refugiados de la Alemania nazi. Durante la guerra, trabajó en Bletchley Park en descifrado de códigos.

## Vida personal
En 1943, se casó con el capitán George Lane, MC. un comando de la Segunda Guerra Mundial, que era un judío húngaro no practicante cuyo apellido había sido cambiado de Lanyi por razones de seguridad. Tuvieron siete hijos, cuatro de los cuales sobrevivieron hasta la edad adulta. El matrimonio se disolvió en 1957 y en 1963 Lane se casó con Elizabeth Heald, hija de Sir Lionel Heald.

## Ciencia y entomología
Rothschild fue una autoridad en pulgas. Ella fue la primera persona en resolver el mecanismo de salto de la pulga. También estudió el ciclo reproductivo de la pulga y relacionó esto, en los conejos, con los cambios hormonales dentro del huésped. Su libro New Naturalist on parasitism (Fleas, Flukes and Cuckoos) fue un gran éxito. Su título se puede explicar como: parásitos externos (por ejemplo, pulgas), parásitos internos (por ejemplo, la gripe) y otros (el cuco es un "parásito de la cría"). La colección Rothschild de pulgas (fundada por Charles Rothschild) ahora forma parte de la colección del Museo de Historia Natural, y su catálogo de la colección (en colaboración con G.H.E. Hopkins) es una obra maestra.     
Rothschild fue miembro de la escuela de genética de Oxford durante la década de 1960, donde conoció a la genetista ecológica E.B. Ford. Era una de las pocas mujeres con las que Ford se llevaba bien y llegó a hacer campaña con Ford a favor de la legalización de la homosexualidad.
Rothschild escribió libros sobre su padre (Rothschild's Reserves – time and fragile nature) y su tío (Dear Lord Rothschild). Escribió unos 350 artículos sobre entomología, zoología y otros temas.

## Financiación para la investigación de la esquizofrenia y la terapia artística
Rothschild fundó el 'Fondo de Investigación para la Esquizofrenia' en 1962, una organización benéfica independiente formada "para promover una mejor comprensión, prevención, tratamiento y curación de todas las formas de enfermedad mental y, en particular, de la enfermedad conocida como esquizofrenia". En marzo de 2006, tras su muerte, el nombre del Fondo se cambió en su memoria a 'Fondo de Investigación para la Esquizofrenia Miriam Rothschild'. El pionero de la Arteterapia británica, Edward Adamson y su compañero y colaborador, John Timlin, fueron visitantes habituales de Ashton Wold. Entre 1983 y 1997, la influyente Colección Adamson de 6000 pinturas, dibujos, esculturas y cerámicas de personas con trastornos mentales graves del Hospital Netherne, creada con el apoyo de Adamson en sus estudios de arte progresivo del hospital, fue alojada y expuesta al público en un granero medieval en Ashton. Rothschild fue una Fideicomisaria y, posteriormente, mecenas del Adamson Collection Trust. "Toda mi vida", dijo, "me he lanzado sin esperanza contra molinos de viento". La Colección Adamson está ahora casi toda reubicada en la Wellcome Library. Todos los documentos, correspondencia, fotografías y otros materiales de Adamson se están organizando actualmente como el 'Archivo de Edward Adamson', también en la Wellcome Library. 

## Reconocimientos
Rothschild fue elegida miembro de la Royal Society en 1985 y fue nombrada Dama en el año 2000. En 1973 fue elegida miembro honoraria extranjera de la Academia Americana de Artes y Ciencias. Recibió doctorados honorarios de ocho universidades, entre ellas Oxford y Cambridge. Dio la Conferencia de Romanes en 1984–5 en Oxford. 
En 1986 se estableció el Fondo de Derechos Humanos John Galway Foster; en 2006, el nombre del fondo se amplió a El Fondo de Derechos Humanos Miriam Rothschild y John Foster. Con este fondo se financia una conferencia anual sobre derechos humanos.
En 2017, el Museo de Arte Contemporáneo – Castillo de Montsoreau en el Valle del Loira rinde homenaje a Myriam Rothschild transformando su parque en un jardín salvaje y haciéndolo de libre acceso para el público.

## Cita

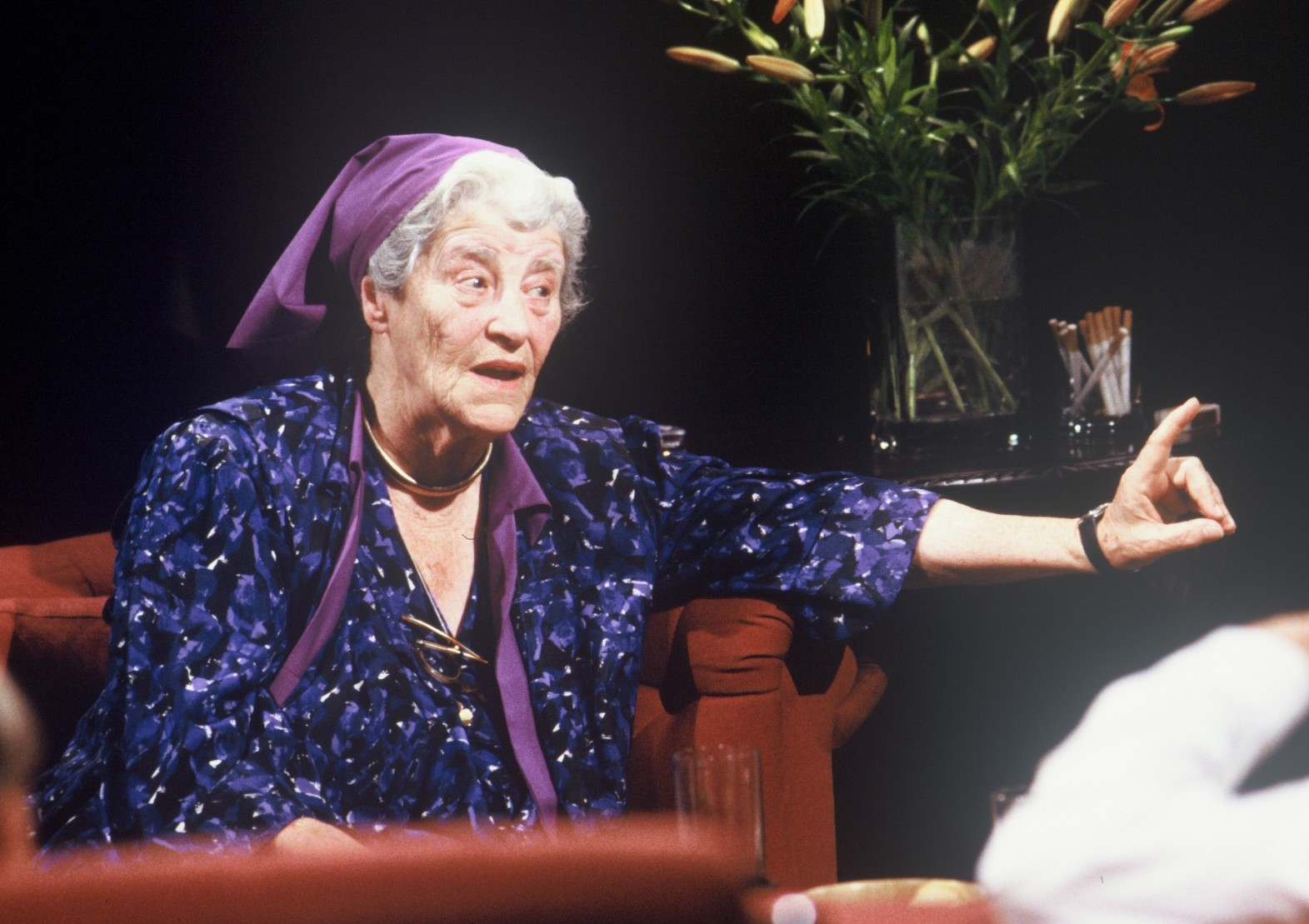
Apareciendo en el programa de televisión After Dark en 1988

* "Debo decir que todo me parece interesante".

## Obra

### Libros
- Rothschild, Miriam and Clay, Theresa (1953) Fleas, Flukes and Cuckoos: a study of bird parasites. The New Naturalist series. London: Collins
- Hopkins, G. H. E. and Rothschild, Miriam (1953–81) An Illustrated Catalogue to the Rothschild Collection of Fleas 6 volumes (4.º) London: British Museum (Natural History)[14]
- Rothschild, Miriam (1983) Dear Lord Rothschild: birds, butterflies and history. London: Hutchinson (ISBN 0-86689-019-X)
- Rothschild, Miriam and Farrell, Clive (1985) The Butterfly Gardener. London: Michael Joseph
- Rothschild, Miriam (1986) Animals and Man: the Romanes lecture for 1984–5 delivered in Oxford on 5 February 1985. Oxford: Clarendon Press
- Rothschild, Miriam et al. (1986) Colour Atlas of Insect Tissues via the Flea. London: Wolfe
- Rothschild, Miriam (1991) Butterfly Cooing Like a Dove. London: Doubleday
- Stebbing-Allen, George; Woodcock, Martin; Lings, Stephen and Rothschild, Miriam (1994) A Diversity of Birds: a personal voyage of discovery. London: Headstart (ISBN 1-85944-000-2)
- Rothschild, Miriam and Marren, Peter (1997) Rothschild's Reserves: time & fragile nature. London: Harley (ISBN 0-946589-62-3)
- Rothschild, Miriam; Garton, Kate; De Rothschild, Lionel & Lawson, Andrew (1997) The Rothschild Gardens: a family tribute to nature. London: Abrams
- Van Emden, Helmut F. and Rothschild, Miriam (eds.) (2004) Insect and Bird Interactions Andover, Hampshire: Intercept (ISBN 1-898298-92-0)

### Trabajos seleccionados
- Rothschild, M. (1936) Gigantism and variation in Peringia ulvae Pennant 1777, caused by infection with larval trematodes. Journal of the Marine Biological Association of the United Kingdom 20, 537–46
- Rothschild, M. (1938)a. Further observations on the effect of trematode parasites on Peringia ulvae (Pennant) 1777. Novavit Zool. 41, 84–102
- Rothschild, M. (1938)b. Observations on the growth and trematode infections of Peringia ulvae (Pennant) 1777 in a pool in the Tamar saltings, Plymouth. Parasitology, 33(4), 406–415. doi:10.1017/S0031182000024616